# Маржиналізм
Маржиналі́зм (фр. marginale — додатковий) — напрям економічної теорії кінця XIX ст., який широко використовується в аналізі економічних процесів і законів граничної величини.
Термін «маржинальна революція» зазвичай використовується в зв'язку з майже одночасними, але абсолютно незалежними відкриттями на початку 70-х років XIX ст. К. Менгером, В. Джевонсом та Л. Вальрасом принципу знижувальної граничної корисності, як фундаментального елемента при побудові нового типу статичної мікроекономіки.
Найважливіші елементи маржиналізму як напрямку фінансової науки:
- Використання граничних величин (лат. margin – граничний). Маржиналістів цікавила зміна тієї чи іншої величини при зміні іншої величини на одиницю.
- Суб'єктивізм, тобто підхід, за якого всі економічні явища досліджуються й оцінюються з точки зору окремого господарчого суб’єкта.
- Гедонізм господарюючих суб'єктів. Людина розглядається маржиналістами як раціональна істота, метою якої є максималізація власного задоволення.
- Статичність. Вивчення використання рідкісних ресурсів для задоволення потреб людей в даний момент часу.
- Ліквідація пріоритету сфери виробництва, характерного для економічного аналізу класиків.
- Сприйняття ринкової економіки як рівноважної системи[1].

Починаючи вивчення цього питання, необхідно передовсім з'ясувати для себе, що поява маржиналізму була об'єктивно зумовлена глибокими якісними змінами на мікро- та макрорівнях, які сталися в останній третині XIX ст. в суспільно-економічному житті розвинутих країн Заходу, а саме: дедалі більшою монополізацією економіки, формуванням складніших форм господарювання та взаємовідносин між виробником і споживачем, інтенсивним процесом інтернаціоналізації ринків тощо. Значною мірою його поява стала наслідком величезного прогресу науки, особливо її природничих і гуманітарних галузей. Засновниками маржиналізму вважаються австрієць Карл Менґер (1840—1921), англієць Вільям Стенлі Джевонс (1835—1882) і француз Леон Вальрас (1834—1910).
Саме додавання теорії граничної корисності (маржиналізму) до здобутків класичної економічної теорії спричинило появу неокласичної економічної школи.
Далі слід усвідомити, що основна ідея маржиналізму — це дослідження граничних економічних величин як взаємозв'язаних явищ економічної системи на рівні фірми, галузі (мікроекономіка) та національної економіки (макроекономіка).
З погляду методології головними принципами маржиналізму є:
1. ідеологічна нейтральність аналізу, тобто звільнення його від впливу ідеології та відокремлення від конкретно-економічних дисциплін для з'ясування універсальних закономірностей, незалежних від місця і часу (щоб підкреслити «відстороненість» своїх досліджень, маржиналісти, починаючи з В. С. Джевонса і А. Маршалла, почали вживати замість терміна «political economy» нейтральніший — «economics»);
2. перегляд предмета дослідження: провідною стає проблема раціонального розподілу обмежених ресурсів (за словами М. Блауга, «економіка вперше стала наукою, яка вивчає взаємозв'язок між даними цілями і даними обмеженими засобами, що мають альтернативні можливості використання»);
3. методологічний індивідуалізм, тобто пояснення економічних явищ поведінкою окремих індивідів, розгляд суспільства як сукупності атомістичних індивідів, економіки як системи взаємозалежних суб'єктів господарювання, а економічних закономірностей як наслідку взаємодій індивідуальних рішень, основаних на вільному виборі суб'єктів;
4. статичний підхід, оскільки досліджується не те, як змінюється економіка, а те, як вона улаштована, як може існувати і не руйнуватися система, котра складається з індивідів, що керуються власними інтересами;
5. рівноважний підхід;
6. економічна раціональність, яка означає максимізацію суб'єктами господарювання своїх цільових функцій (корисності для споживачів і прибутку для виробників);
7. граничний аналіз;
8. математизація, тобто широке використання математичних методів, зокрема диференціального числення.

Знання основної ідеї та методологічних принципів маржиналізму необхідне для розуміння, чому перехід в останній третині XIX ст. від цінностей класичної школи (загального бачення, методу і навіть предмета) до теоретико-методологічних цінностей маржиналізму було визнано «маржинальною революцією» в економічній теорії.

## Історія розвитку концепції
Історично-першим задокументованим описом основ теорії граничної корисності є роботи іспанських та португальських богословів XVI ст. Саламанкської школи. Саме вони сформулювали принцип суб'єктивної корисності.
Також важливою віхою предісторії сучасного маржиналізму є погляди французького економіста XVIII ст. Етьєна Кондільяка. Саме Кондільяку належить розробка концепції корисності, цінності та їхньої ролі у процесі обміну (робота «Торгівля та уряд, розглянуті у їх взаємному співвідношенні, або Про вигоди вільної торгівлі», 1776 р.).
Крім того, до попередників маржиналізму слід віднести Г. Госсена (1810—1858), Ж. Дюпюї (1804—1866), А. Курно (1801—1877), И. Тюнена (1783—1850) і етапи «маржинальної революції», простежити особливості маржинальних концепцій різних шкіл.

## Критика
Кембриджська суперечка про капітал, яка тривала з середині 1950-х до середини 1970-х років, оголила теоретичні протиріччя в економічній науці, була продемонстрована нездатність маржиналізму та кейнсіанства пояснити природу і розмір прибутку на капітал у макроекономічному вимірі.